# Methoxamine
Methoxamine là một chất chủ vận thụ thể α1-adrenergic, có cấu trúc hơi giống với butaxamine và 2,5-DMA. Nó không còn được bán trên thị trường.    .